# 제너럴 호스피털
제너럴 호스피털(영어: General Hospital, GH)은 미국 ABC에서 1963년 4월 1일부터 현재까지 방송되고 있는 드라마이다. 데이타임 에미상 작품상에서 최다 10번 수상하였다. 무대는 가상의 도시인 뉴욕의 포트찰스이다.